# George Wynn
George Arthur Wynn (* 14. Oktober 1886 in Treflach bei Oswestry; † 28. Oktober 1966 in Abergele bei Conwy) war ein walisischer Fußballspieler. Er war Stürmer, spielte den größten Teil seiner Karriere in England und trat für die walisische Nationalmannschaft an.

## Laufbahn
Wynn begann seine Karriere 1906 bei Oswestry United. Im darauffolgenden Jahr gewann er mit seinem Verein den Welsh Cup, wobei er im Finale das letzte Tor zum 2:0-Sieg über Whitchurch erzielte.
Wenige Wochen nach dem Pokalfinale wurde Wynn vom AFC Wrexham verpflichtet. Sein erstes Länderspiel für Wales bestritt er am 1. März 1909 gegen Schottland in einem Spiel des British Home Championship im Stadion Racecourse Ground in Wrexham; Wales gewann diese Partie mit 3:2. Sein einziges internationales Tor erzielte Wynn bei einem 3:2-Sieg über Irland, welches ebenfalls im Racecourse Ground stattfand.
Im Mai 1909 wechselte Wynn für die für damalige Verhältnisse hohe Summe von £250 zum englischen Zweitligisten Manchester City. An Weihnachten 1909 gab er bei einer 0:2-Niederlage gegen Bradford Park Avenue sein Debüt für die „Blues“. Zwei Tage später erzielte er gegen Grimsby Town sein erstes Tor für seinen neuen Verein.
In der Saison 1909/10 erzielte Wynn in 24 Spielen elf Tore und verhalf City damit zur Meisterschaft der Second Division. In den folgenden drei Spielzeiten war er mit neun, 16 und 18 Toren jeweils der beste Torschütze der Mannschaft. Danach wurde seine Karriere vom Ausbruch des Ersten Weltkriegs verkürzt. 1919, kurz nach der Wiederaufnahme des Ligafußballs, bestritt Wynn sein letztes Spiel für Manchester City von insgesamt 127 Partien, in denen er 59 Tore erzielt hatte.
Nachdem er in den sogenannten Victory-Spielen –  inoffiziellen Länderspielen zwischen den Auswahlmannschaften von Wales und England nach dem Ende des Weltkrieges – für Wales angetreten war, wechselte Wynn für £300 zu Coventry City, bei denen er in zwei Spielzeiten 25 Partien bestritt. Schließlich ließ er seine Karriere bei Halifax Town und dem AFC Mossley ausklingen.

## Einzelnachweis
1. ↑  welshsoccerarchive.co.uk: Oswestry Utd 2-0 Whitchurch im Welsh Football Data Archive

| Personendaten    | Personendaten                            |
| ---------------- | ---------------------------------------- |
| NAME             | Wynn, George                             |
| ALTERNATIVNAMEN  | Wynn, George Arthur (vollständiger Name) |
| KURZBESCHREIBUNG | walisischer Fußballspieler               |
| GEBURTSDATUM     | 14. Oktober 1886                         |
| GEBURTSORT       | Treflach bei Oswestry                    |
| STERBEDATUM      | 28. Oktober 1966                         |
| STERBEORT        | Abergele bei Conwy (Stadt)               |